# Calanoida
Calanoida är en ordning av kräftdjur. Calanoida ingår i klassen Maxillopoda, fylumet leddjur och riket djur. Enligt Catalogue of Life omfattar ordningen Calanoida 1110 arter. 

## Dottertaxa till Calanoida, i alfabetisk ordning[1][2]
- Acartiidae
- Aetideidae
- Arietellidae
- Augaptilidae
- Bathypontiidae
- Calanidae
- Candaciidae
- Centropagidae
- Clausocalanidae
- Diaixidae
- Diaptomidae
- Epacteriscidae
- Eucalanidae
- Euchaetidae
- Fosshageniidae
- Heterorhabdidae
- Lucicutiidae
- Mecynoceridae
- Megacalanidae
- Metridinidae
- Nullosetigeridae
- Paracalanidae
- Parapontellidae
- Phaennidae
- Pontellidae
- Pseudocalanidae
- Pseudocyclopidae
- Pseudocyclopiidae
- Pseudodiaptomidae
- Rhincalanidae
- Ridgewayiidae
- Scolecithricidae
- Scolecitrichidae
- Spinocalanidae
- Stephidae
- Sulcanidae
- Temoridae
- Tharybidae
- Tortanidae